# Лондонская конференция (1945)
Лондонская конференция 1945 года — совещание представителей четырёх держав-победительниц во Второй мировой войне, проходившая с 26 июня по 8 августа 1945 года в ходе подготовки Нюрнбергского процесса. Советскую сторону на конференции представляли заместитель председателя Верховного суда СССР И. Т. Никитченко и профессор Московского университета, криминалист и международник А. Н. Трайнин. Первое официальное заседание состоялось под председательством генерального прокурора Великобритании Д. М. Файфа. Конференция проходила при закрытых дверях, официальный протокол не вёлся.
8 августа 1945 года на Лондонской конференции было подписано Соглашение между правительствами СССР, США, Великобритании и Франции о судебном преследовании и наказании главных военных преступников европейских стран оси, учреждён Международный военный трибунал, облечённый властью судить и наказывать лиц, совершивших или подготовивших преступления против мира, военные преступления и преступления против человечности, и принят его устав. В специальной оговорке Соглашения уточнялось, что учреждение Международного военного трибунала ни в коей мере не умаляет «Декларации об ответственности гитлеровцев за совершаемые зверства», опубликованной на Московской конференции 1943 года, положений о передаче военных преступников (не подпадающих под категорию главных) в страны, где ими были совершены преступления, и не ограничивает права национальных или оккупационных судов, «которые уже созданы или будут созданы на любой союзной территории или в Германии для суда над военными преступниками».
Четыре стороны Соглашения призвали присоединиться к нему все правительства стран, входящих в ООН. Соглашение подписали: от СССР — И. Т. Никитченко и А. Н. Трайнин, от США — член Верховного суда США Роберт Х. Джексон, от Великобритании — лорд-канцлер Уильям Аллен Джоуитт, от Франции — Робер Фалько, член Высшего кассационного суда Франции.
Уставом Международного военного трибунала были определены порядок организации трибунала, его юрисдикция и общие принципы, процессуальные гарантии для подсудимых, права Международного военного трибунала.